# Сантана, Жоилсон
Жоилсон Сантана (порт. Joilson Santana; род. 3 января 1964) — бразильский боксёр, участник летних Олимпийских игр 1988 года в категории до 54 кг.

## Биография
В 1988 году Жоилсон Сантана принял участие в летних Олимпийских играх в Сеуле. В легчайшем весе бразильский боксёр успешно преодолел первый раунд, победив единогласным решением лаосского спортсмена Пхетсмоне Соннаванха. Во втором раунде Сантана встретился с алжирцем Слимане Зенгли и уступил со счётом 0:5, завершив борьбу за медали.
После окончания карьеры работал судьёй на боксёрских поединках. Занимает должность президента федерации бокса штата Баия